# Berkana (librería)
Para la runa, véase berkana.
Berkana es una librería especializada en los temas LGBT abierta en noviembre de 1993 en Madrid. Fue la primera librería LGBT de España e Hispanoamérica, se considera el equivalente hispano de la mítica Oscar Wilde Bookshop de Nueva York. Siete meses más tarde abrió la librería Cómplices en Barcelona.

## Inicios
La librería surgió de un proyecto de Mili Hernández García a su vuelta a España en 1993 tras haber pasado por Londres y Nueva York, donde pudo ver el funcionamiento de Gay’s the Word y Oscar Wilde Bookshop respectivamente. Ese mismo año, ya pasada la Movida madrileña, con ayuda de su actual esposa, Mar de Griñó, y un socio, Arnaldo Gancedo, decidieron abrir un local en la calle de la Palma, en el barrio de Malasaña. Al año se trasladaron a la plaza de Chueca, el centro del barrio de Chueca. Se eligió el nombre berkana por ser una runa que según la magia rúnica significa «renacimiento, crecimiento y fertilidad».
Por entonces Chueca era un barrio venido a menos con problemas de drogadicción y delincuencia. Había algunos bares, discotecas y saunas gais, pero la mayoría eran locales cerrados y en los que se entraba tras tocar un timbre. Berkana fue el primer comercio LGBT en abrir un escaparate y dar visibilidad a los homosexuales, el primero entre muchos otros que le seguirían y que convirtieron Chueca en lo que es hoy, el centro de la subcultura LGBT de Madrid. Los habitantes del barrio aceptaron bien el cambio, cuando, como recuerda Mili Hernández les decían a los entrevistadores de la tele: «Uy, preferimos a los gais que a los drogadictos».
Inicialmente la librería tuvo dificultad para obtener un fondo de libros con que rellenar las estanterías. En España se había editado apenas unos diez libros sobre el tema (entre ellos los de Eduardo Mendicutti, Terenci Moix y Luis Antonio de Villena), la mayoría traducidos de Estados Unidos, y el resto eran importados desde Inglaterra y EE. UU. La necesidad impulsó a Mili Hernández, junto con Connie Dagas y Helle Bruun, a crear en 1995 la editorial Egales para publicar aquellas obras que las grande editoriales rechazaban. Igualmente hubo dificultades en dar a conocer la librería al público al no existir todavía medios de comunicación LGBT especializados; la prensa aceptó sorprendida la invitación a la apertura, consiguiendo una gran publicidad. La librería tardó seis años en dar beneficios, sobreviviendo gracias a los trabajos que tenían Mar de Griñó y Arnaldo Gancedo.
La librería editó el primer mapa gay de Madrid en 1995.

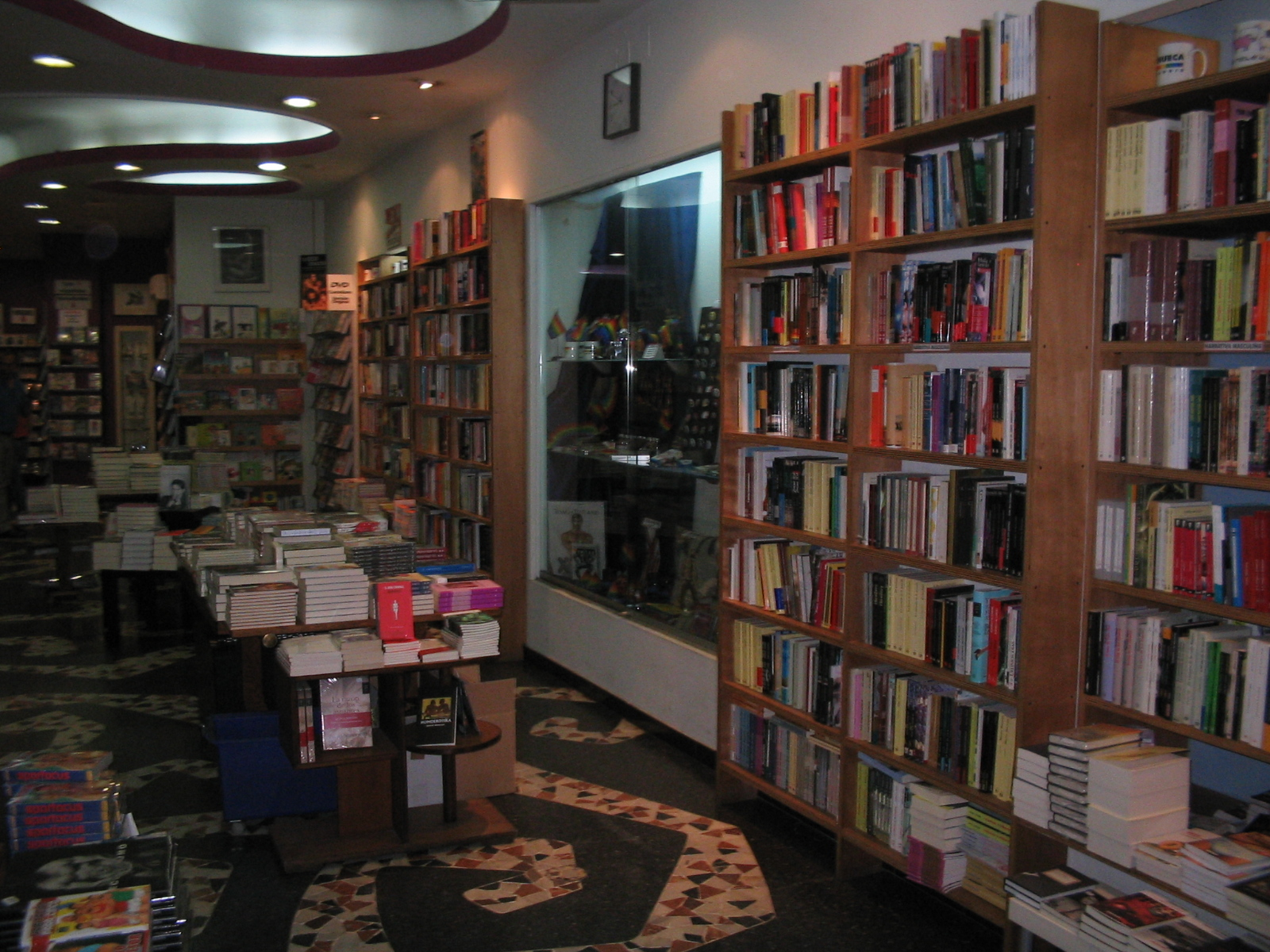
Interior de la librería.

## Actualidad
El 5 de diciembre de 2000 se trasladó a la calle Hortaleza, número 64. Desde 2000 pertenece a Mar de Griñó y Mili Hernández.
Desde 2009, la librería es uno de los centros de la cultura LGBT más frecuentados de Madrid: por la librería pasan unas 200 personas al día. Tiene dos pisos, con más de 5000 títulos: novela, ensayo, fotografía, calendarios, DVD, pornografía, camisetas, etc, en español e inglés, y también en francés e italiano. En el piso superior hay un pequeño café en el que se realizan semanalmente actos culturales y presentaciones de libros. Por Berkana han pasado David Cantero, Alberto Mira, Leopoldo Alas, Fernando Grande-Marlaska, Eduardo Mendicutti y muchos otros.
Las ventas de libros no solo se reducen a la tienda, sino que existe una página en la red en la que se pueden comprar. Las compras provienen de toda España, pero también de los países de América Latina, sobre todo México (2006) y Argentina (2009), donde la editorial Egales está intentando afianzarse. La crisis de 2009 también ha afectado las ventas de Berkana, que según los datos que ha dado a conocer Hernández, han disminuido en un 20%.
El 1 de noviembre de 2011, la librería se trasladó al número 62 de la calle Hortaleza, el local de al lado. Las razones para este traslado a un local ligeramente más pequeño, son los problemas económicos que está sufriendo la librería, debidos tanto al estado económico del país, como de la falta de clientes que sufren todas las librerías pequeñas.
El 28 de junio de 2022, una selección del legado de la librería fue introducido en la Caja de las Letras del Instituto Cervantes junto al del escritor Eduardo Mendicutti. El director del Instituto, Luis García Montero, calificó la labor de ambos como representativa de un compromiso por "hacer de la diversidad y la diferencia un bien común".